# 日美行政协定
日美行政协定（日语：／ Nichibei Gyousei Kyoutei */?），正式名称为根据美日安全条约第三条的行政协定（日语：日本国とアメリカ合衆国との間の安全保障条約第三条に基く行政協定），是根据《美日安全条约》第3条规定，为保证《日美安全条约》的实行以及驻日美军的权利，于1952年2月28日在日本东京签订的。条约于同年4月28日生效，于1960年1月19日被《日美地位协定》替代。据此，美国可以在日本任何地方无限制地设置陆海空军事基地、日方不能進入美軍基地調查；驻日美军享有有限使用日本的铁路、船舶、通信、电力、公共设施的权利；驻日美军、文职人员及其家属，在日本享有治外法权，他们在日本国土上所犯的罪行，不受日本法律制裁等等。协定正文有29条。
《旧金山对日媾和条约》（即《旧金山和约》）、《日美安全条约》和《日美行政协定》的签署，标志着“旧金山体制”的建立。

## 背景
按照国际惯例，盟军在完成对日军事占领目的后，应早日订立媾和条约，撤走占领军，结束军事占领。根据《波茨坦公告》和1945年12月莫斯科外长会议关于设立远东委员会及盟国管制日本委员会的决议，对日媾和应先经中、苏、美、英四国外长会议共同讨论准备，并遵循大国一致的原则。可是在对日媾和问题上，美国却利用其单独占领日本的优势，排除苏联、中華民国等主要战胜国，谋求与日本的单独媾和。
从1948年秋起，转变对日政策后的美国开始推行“事实上的单独媾和”，一方面大力推行日本经济自立政策，另一方面将行政权逐步移交给日本政府。与此同时，亚洲形势发生巨大变化。1950年前后，朝鲜民主主义人民共和国、中华人民共和国、越南民主共和国相继成立，缅甸、菲律宾、马来西亚等民族国家纷纷独立，1950年6月，朝鲜战争爆发。在这种形势下，美国加快了单独对日媾和的步伐。

## 签署和生效过程
- 1950年9月14日，杜鲁门总统向远东委员会各国提交了《对日媾和七原则》，明确表示媾和后美国仍要驻扎日本的意图。七原则遭到了中国、苏联、澳大利亚、新西兰、菲律宾、英国等国不同程度的反对。[2]
- 1950年秋到1951年8月，美国国务院顾问杜勒斯频繁往来于除了中国和苏联之外的澳、新、菲、英、法各国间开展游说，并最终使上述各国放弃反对意见。[2]
- 1951年7月12日，美国公布了美、英共同起草的对日媾和条约草案。[2]
- 1951年9月4日，在旧金山召开了有52个国家参加的对日和平会议。[2]
- 1951年9月8日，与会48国共同签订了《旧金山对日媾和条约》，即《旧金山和约》。[2]
- 同日，美国和日本签署了《日美安全保障条约》，该条约是根据《旧金山和约》第5、6条订立的。[2]
- 1952年2月28日，两国签署《日美行政协定》，该条约是根据《日美安全保障条约》第3条订立的。[2]
- 1952年4月28日，《旧金山和约》、《日美安全保障条约》、《日美行政协定》同时生效。[2]
- 1960年1月19日，两国于华盛顿签署《日美地位协定》正式取代《日美行政协定》。

## 主要内容
行政协定承认了广泛的美军特权。主要有：美国根据需要可在日本国内的任何地方设置军事基地（第二条）；其基地完全置于美军的支配下（第三条）；有关航空、交通 、通信及一切公共事业美国军人均具有优先权（第五、六条）；给予美国军人及其家属免税权；对美国军人及其家属的犯罪，不承认日本的裁判权（第十一条）；美军驻留费由日本负担 （第二十五条）等等。

## 评价
浙江大學研究稱对日本而言，《日美行政协定》显然是丧权辱国的不平等条约，它是美国转变对日占领政策的产物。行政协定承认了广泛的美军特权，这样基于安保条约—行政协定的美军驻留实际上是占领体制的延长。虽然法律上承认了日本的独立地位，但事实上，美国在政治、经济、军事等各方面仍然继续牢牢地控制着日本，日本处于美国的半占领下。但“旧金山体制”將日本置于美国的军事力量保护之下，得以安心地走发展经济的道路。